# Streetpunk
Street punk ili streetpunk je žanr punka koji se temeljio na radništvu. Formirao se prvih godina 1980-ih, djelimice kao pobuna protiv percipiranih umjetničkih pretenzija prvog vala britanskog punka. Street punk je proizašao iz stila oi!-ja. Izvodili su ga sastavi kao što su Sham 69, Angelic Upstarts, Cockney Rejects i Cock Sparrer. No, street punk se nastavio razvijati i preko dosega izvorna oblika, oi! punka. Street punkeri izvorno su imali više čudnovat izgled nego imidž radničke klase ili skinheada koji su njegovale brojni oi! sastavi. Street punkeri su često bili kose obojene u više boja, oblika mohawka, šiljcima obložene kožne jakne te odjeća s političkim sloganima ili imenima punk sastava.
Vidi anarcho-punk, D-beat, Oi!, hardcore punk, pub rock,  NWOBHM